# 赤道幾內亞國家奧林匹克委員會
赤道畿內亞國家奧林匹克委員會（Equatorial Guinea National Olympic Committee）是赤道畿內亞的國家奧林匹克委員會。該組織成立於1980年，是國際奧委會和非洲國家奧林匹克委員會聯合會的成員。1984年，首次派員參加在美國洛杉磯舉行的夏季奧運會。
現時，赤道畿內亞國家奧林匹克委員會的總部設在首都馬拉博，主席是Mr Manuel Sabino Asumu Cawan。 

## 資料來源
1. ↑  .   [2014-04-07]. （原始内容存档于2016-08-05）.